# Timbó (planta)

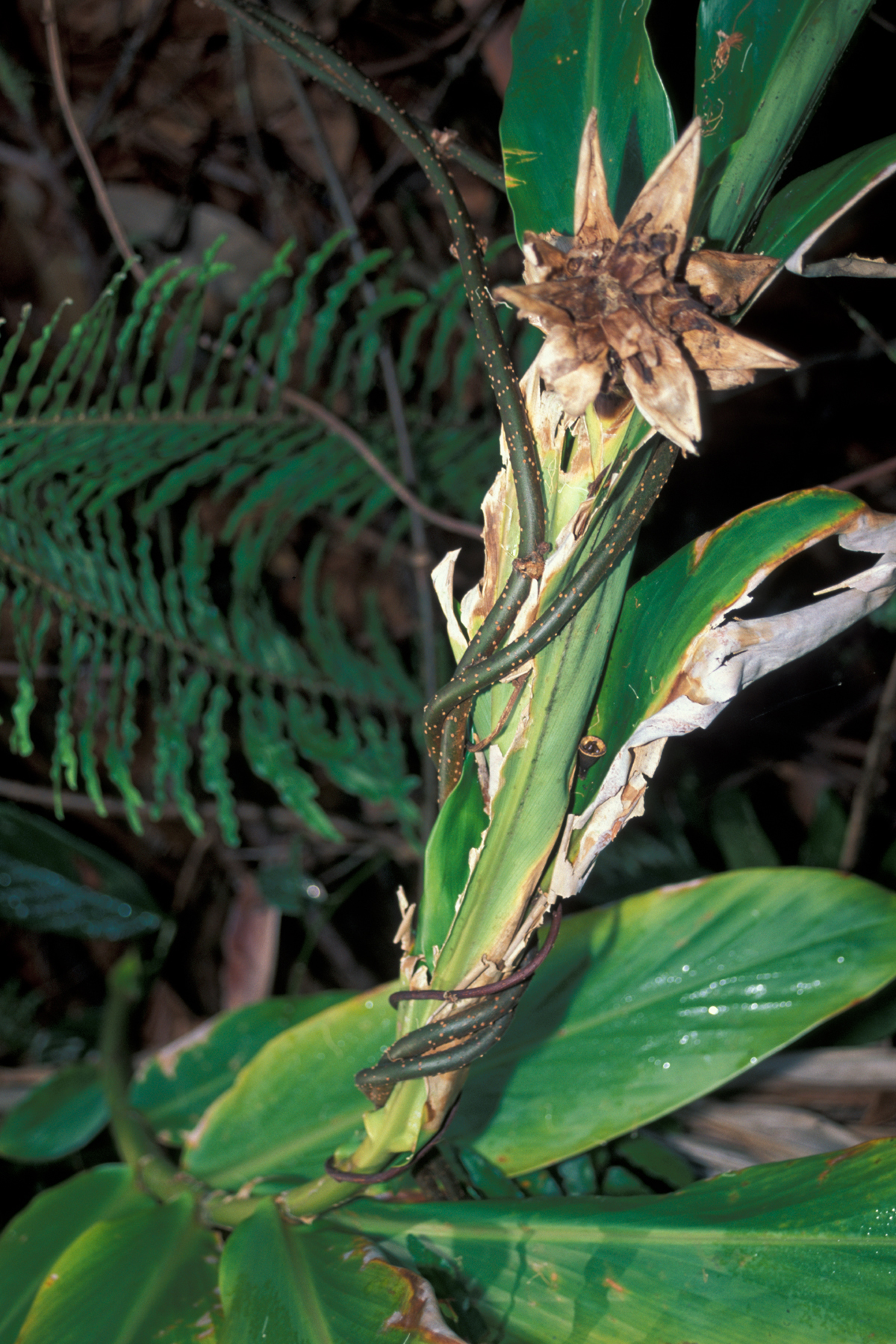
Timbó-de-mata, timborana (Derris elliptica) Heizer, 1986

Os termos timbó, tingui e titim designam um conjunto de plantas das famílias das leguminosas e sapindáceas que são tradicionalmente usadas para atordoar os peixes e ajudar na sua pesca.
As diversas espécies das famílias das leguminosas e das sapindáceas, geralmente as com casca e/ou raízes que possuem uma seiva tóxica, são utilizadas pelos nativos para tinguijar (regionalismo usado na Região Norte do Brasil e na Região Nordeste do Brasil para o ato de intoxicar peixes jogando pedaços de timbó ou tingui esmagados na água). Os peixes começam a boiar e podem ser facilmente apanhados à mão. Deixados na água, recuperam-se, podendo ser consumidos sem inconveniente. 
Segundo Robert F. Heizer, o uso de venenos vegetais de pesca é, provavelmente, um velho e arraigado hábito cultural. Seu uso estende-se para algumas regiões da América Central até o norte do México e em algumas regiões da América do Norte (Leste do Mississípi e Califórnia).

## Etimologia
Segundo o Dicionário Aurélio, "timbó" é palavra de origem tupi que significa, nesse idioma, "o que tem cor branca ou cinzenta"; "vapor, exalação, fumaça". Já "tingui" se origina do termo tupi antigo tingy, que significa, literalmente, "líquido de enjoo".

## Espécies selecionadas

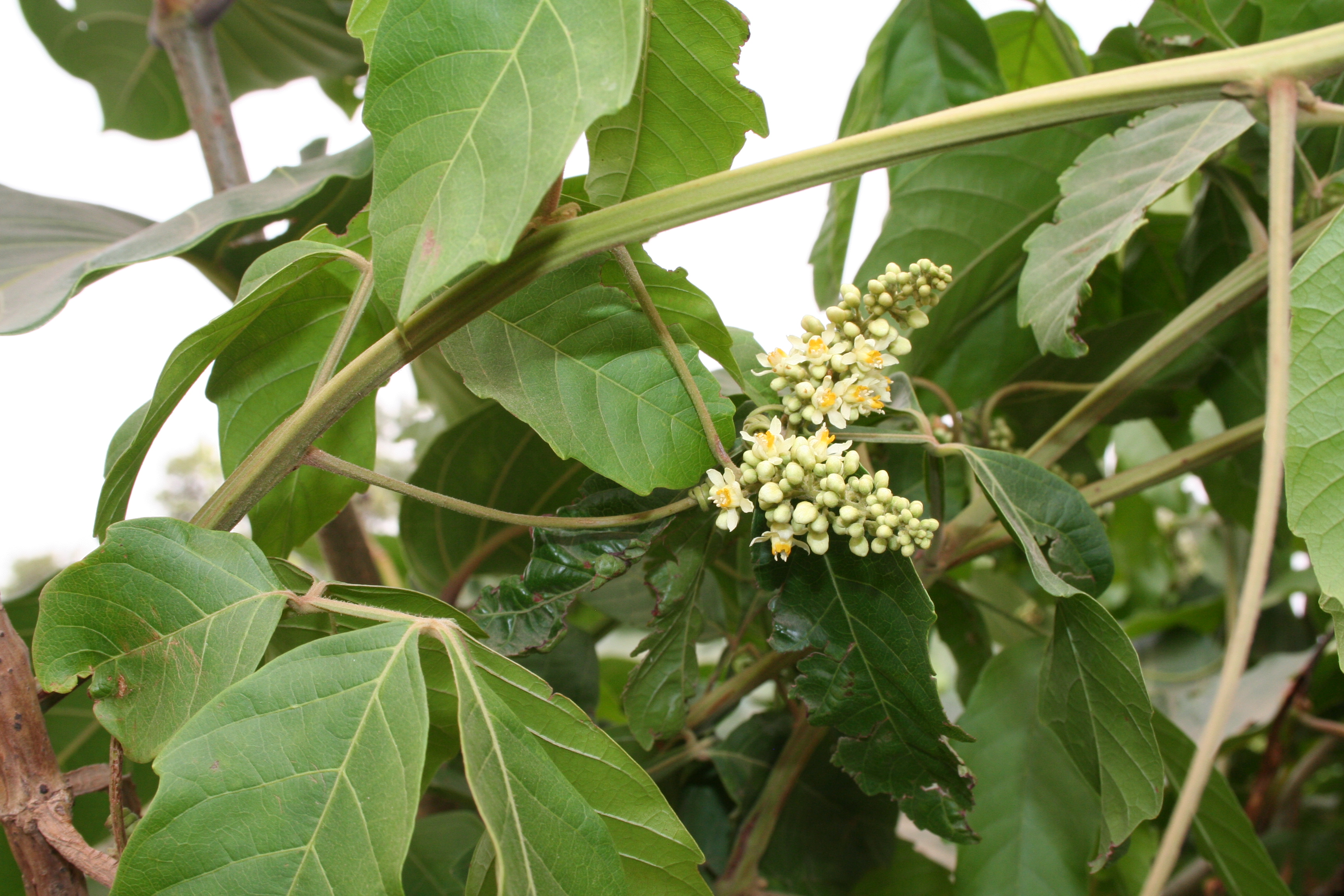
Paullinia pinnata

Estima-se que, no mundo, cerca de 140 espécies são utilizadas como veneno de pesca, com aproximadamente 340 nomes. Entre a lista de dezenas de plantas que são conhecidas como Timbó, incluem-se:
- Derris elliptica guianensis (timbó-de-mata, timbó-cipó, timbó-açu, timborana)
- Enterolobium timbouva (timbó-uba, timborá)
- Paullinia australis (timbó)
- Paullinia meliafolia (timbó-peba)
- Psidia carthagenensis (timbó, timbó-boticário)
- Serjania ichthyctona (timbó-de-peixe)
- Serjania piscatoria (tingui, tingui-de-peixe)
- Paullinia pinnata L.
- Paullinia grandiflora St. Hill (Sapindaceae)
- Magonia sp.[7]
- Dahlstedtia pinnata[7]
- Derris sp.[7]
- Lonchocarpus sp.[7]
- Tephrosia toxicaria Sw. - Leg. Sapind -(timbó-de-caiena).[8], entre outras. Um estudo da sua sinonímia, uso étnico e tóxico-farmacológico ainda está por ser realizado.

O termo pode ainda remeter mais especificamente à árvore Piscidia erythrina, da subfamília papilionoídea, nativa da Martinica, face o nome do gênero Piscidia originar-se das palavras latinas piscis, que significa "peixe", e caedo, que significa "matar". Essa espécie também possui casca utilizada para tinguijar, além de flores brancas com pintas purpúreas e vagens lineares.

## Emprego do timbó pelos indígenas das Américas
Os princípios ativos das plantas conhecidas como "timbó" são a rotenona, os saponáceos, os glucosídios cardíacos, os alcaloides, os taninos, os compostos cianogênicos e o ictiotereol. Embora o timbó atordoe e chegue a matar os peixes, eles podem ser ingeridos sem problemas pelos índios, mas a água contaminada pode causar diarreias e irritações nos olhos.
Folhas e flores de puikama e raiz de sika eram amassados no pilão pelos Kaxinawá do Acre e Peru. Bolas com cerca de 1 quilograma eram feitas e colocadas em cestos ou bolsas impermeabilizadas com borracha. Em pequenos igarapés, a pesca era praticada por mulheres e crianças utilizando a puikama. Em lagos, a pesca era feita pelos homens usando a sika.
Os Marubo do Amazonas faziam buracos no chão e, neles, esmagavam um tipo de planta por eles cultivada, misturando-a com barro. Faziam bolas, jogando-as em igarapés para atordoar os peixes. Os índios do Rio Uaupés do Brasil e Colômbia utilizavam a polpa do piqui para atordoar os peixes e alegavam que era mais potente do que o timbó.
Os mesmos índios do Rio Uaupés desenvolveram técnica engenhosa para pescar com o timbó. Cevavam com cupins, pupunha, frutos, farinha, massa de beiju e outros alimentos o local onde fariam a pesca. Depois de alguns dias, fechavam o local com o pari, uma esteira de varas verticais e finas da palmeira paxiúba, deixando uma pequena abertura, para que os peixes tivessem acesso ao local da ceva. Continuavam a alimentar os peixes até a noite anterior ao dia da pesca, quando fechavam a abertura e colocavam timbó na água. No dia seguinte, iam ao local e apanhavam os peixes pequenos, mortos, com o puçá, uma pequena rede afunilada, com peneira ou com as mãos. Peixes maiores estonteados eram abatidos com flechadas ou azagaia. Os peixes grandes, pouco afetados pelo timbó, tentavam pular o pari, mas caíam em uma rede colocada ao longo do mesmo.
Apresentando uma gama variada de técnicas pesqueiras com substâncias ictiotóxicas, os índios do Rio Uaupés atingiam peixes que ficavam no fundo com bolotas de barro onde tinha sido adicionado o sumo do timbó. Faziam, também, bolotas com folhas e sementes piladas de cunambi misturadas com farinha, cinza de cana brava, pimenta e japurá. Na pesca em rios, a quantidade de timbó tinha de ser maior, devido à correnteza. Para evitar rápida dispersão do veneno, ele era misturado com barro, colocado em cestos, que eram posicionados na montante do curso de água. Barragens feitas com pari na jusante bloqueavam a fuga dos peixes, que eram capturados. Na pesca em lagos, suas entradas eram bloqueadas e canoas arrastando cestos com timbó estonteavam os peixes, que eram recolhidos
Alinhadas à barragem, indígenas do Alto Rio Xingu colocavam canoas onde os peixes que saltavam a barragem nelas caíam.. No vale do Rio Orinoco, na Venezuela, construíam, com varas, uma barragem de uma margem à outra no igarapé, que deixava passar a água, mas não os peixes. Jogavam o timbó e iam recolhendo os peixes menores, mais susceptíveis ao veneno. Peixes médios tentavam fugir, mas eram impedidos pela barragem e voltavam, sendo expostos ao veneno. Os grandes peixes nadavam velozmente e saltavam a barragem, mas encontravam outra, muito mais alta, e ficavam presos entre as duas, sendo, então, abatidos.
Técnica pesqueira refinada foi desenvolvida pelos índios Deni, da família linguística Arawá, para pescar o peixe Piau. Bolinhas contendo farinha de mandioca, larvas de vespa e um tipo de timbó eram atiradas na água e engolidas pelos peixes, que ficavam atordoados, vinham à tona e eram capturados pelos índios. Na Venezuela do século XVII, os índios adotavam técnica semelhante, mas, ao invés de farinha de mandioca, empregavam o milho cozido e moído.
No Mato Grosso e Rondônia, os índios Cinta-larga pegavam os peixes afetados pelo timbó com a mão ou a flechadas. Os Jiahuis do Amazonas faziam a pesca com o timbó na época da seca em pequenos lagos formados na cheia anterior ou em igarapés. No Mato Grosso, os homens Paresi represavam o curso d'água e as mulheres maceravam o timbó, cujo suco era jogado na água. A coleta dos peixes afetados era feita por todos os habitantes da aldeia.
Algumas comunidades indígenas amazônicas barravam trechos do igarapé para impedir que o timbó se espalhasse demais e se diluísse. Quando queriam fazer uma rápida pescaria, barravam a parte mais estreita do igarapé, jogavam o timbó e, logo, estavam coletando: primeiro, os peixes menores; e depois os maiores, mais resistentes.
As técnicas pesqueiras com o timbó não variavam muito entre os indígenas das Américas. Para pescar à noite, os peixes eram atraídos com tochas e logo sucumbiam sob a ação do timbó. Nos rios que desaguavam no mar e eram usados pelos peixes para a desova, na piracema, os índios barravam, na maré vazante, os peixes com redes de até 3 metros de altura e 40 de comprimento, atordoavam-nos com timbó e os recolhiam.
O timbó misturado à água ou outro líquido era, também, usado por índios para eliminar desafetos.

### Distribuição geográfica de utilização indígena
| Nome científico                               | Nomes comuns | Argentina | Bolívia | Brasil | Caiena | Chile | Colômbia | Costa Rica | Equador | Guiana | Paraguai | Peru | Suriname | Venezuela |
| --------------------------------------------- | --- | --------- | ------- | ------ | ------ | ----- | -------- | ---------- | ------- | ------ | -------- | ---- | -------- | --------- |
| Abuta imene                                   | taraira-moira |           |         | Sim    |        |       |          |            |         |        |          |      |          |           |
| Agave americana                               | agave |           |         |        |        |       |          |            |         |        |          |      |          | Sim       |
| Alexa imperatricis                            | hairiballi |           |         |        |        |       |          |            |         | Sim    |          |      |          |           |
| Anona spinescens                              | araticum do brejo |           |         | Sim    |        |       |          |            |         |        |          |      |          |           |
| Antonia ovata                                 | inyáku |           |         |        |        |       |          |            |         | Sim    |          |      |          |           |
| Apurimacia incarum                            | chancanhuai |           |         |        |        |       |          |            |         |        |          | Sim  |          |           |
| Bauhinia guianensis                           | |           |         | Sim    |        |       |          |            |         | Sim    |          |      |          |           |
| Bowdichia virgilioides                        | sebipira |           |         | Sim    |        |       |          |            |         |        |          |      |          |           |
| Buddleia brasiliensis                         | barbasco |           |         | Sim    |        |       |          |            |         |        |          |      |          |           |
| Byrsonima crassifolia                         | chaparro de manteca |           |         |        |        |       |          |            |         |        |          |      |          | Sim       |
| Cariospermum grandiflorum                     | |           |         |        |        |       |          |            |         |        | Sim      |      |          |           |
| Caryocar glabrum                              | |           |         |        |        |       |          |            |         | Sim    |          |      |          |           |
| Cassia hirsuta                                | piami |           |         |        |        |       |          |            |         | Sim    |          |      |          |           |
| Centrosema plumieri                           | guiana-timbó |           |         | Sim    |        |       |          |            |         |        |          |      |          |           |
| Cestrum laevigatum                            | |           |         | Sim    |        |       |          |            |         |        |          |      |          |           |
| Clathropis brachypetala                       | arumatta |           |         |        |        |       |          |            |         | Sim    |          |      |          |           |
| Cleome spicata                                | tareraiya |           |         | Sim    |        |       |          |            |         |        |          |      |          |           |
| Clibadium asperum                             | conami |           |         |        |        |       |          |            |         | Sim    |          |      |          |           |
| Clibadium barbasco                            | barbasco |           |         |        |        |       |          |            |         |        |          |      |          | Sim       |
| Clibadium heterotrichum                       | guaco, huaca |           |         |        |        |       |          |            |         |        |          | Sim  |          |           |
| Clibadium schomburgkii                        | kunambi |           |         | Sim    |        |       |          |            |         |        |          |      |          |           |
| Clibadium strigillosum                        | guaco |           |         |        |        |       |          |            |         |        |          | Sim  |          |           |
| Clibadium surinamense                         | conami |           |         | Sim    |        |       |          |            |         | Sim    |          |      |          |           |
| Clibadium sylvestre                           | Peru: guaco, huaca |           |         | Sim    |        |       |          |            |         |        |          | Sim  |          |           |
| Clitoria amazonum                             | barbasco |           |         | Sim    |        |       |          |            |         |        |          |      |          |           |
| Cusparia trifoliata                           | cuspa |           |         |        |        |       |          |            |         |        |          |      |          | Sim       |
| Dahlstedtia pinnata                           | goranatimbó |           |         | Sim    |        |       |          |            |         |        |          |      |          |           |
| Dahlstedtia sp.                               | timbó |           |         | Sim    |        |       |          |            |         |        |          |      |          |           |
| Derris elliptica                              | |           |         |        |        |       | Sim      |            | Sim     |        |          |      |          |           |
| Derris guianensis                             | Brasil: timbó-de-mata, timbó-rana, timbó cipó, timbó-açu, Guiana: hikuritarifon |           |         | Sim    |        |       |          |            |         | Sim    |          |      |          |           |
| Derris negrensis                              | timbó-guassis, timbó-rana |           |         | Sim    |        |       |          |            |         |        |          |      |          |           |
| Dipladenia illustris                          | |           |         | Sim    |        |       |          |            |         |        |          |      |          |           |
| Enterolobium timbouva                         | timbó-uba, timborá, orelha de preto |           |         | Sim    |        |       |          |            |         |        |          |      |          |           |
| Euphorbia caracasana                          | |           |         |        |        |       |          |            |         |        |          |      |          | Sim       |
| Euphorbia cotinoides                          | Brasil, Guiana: gunapalu; Brasil: leiteira, assucu-i; Caiena, Suriname: koenapaloe |           |         | Sim    | Sim    |       |          |            |         | Sim    |          |      | Sim      |           |
| Gustavia augusta                              | |           |         |        |        |       |          |            |         | Sim    |          |      |          | Sim       |
| Gustavia brasiliana                           | janiparandíba, japarandi, geniparana, japarandiba |           |         | Sim    |        |       |          |            |         |        |          |      |          |           |
| Hura crepitans                                | Brasil: oassucu, aroeira, assacu, assaca; Peru: cataná; Venezuela: jabillo, ceibo blanco |           |         | Sim    |        |       |          |            |         |        |          | Sim  |          | Sim       |
| Ichthyothere cunabi                           | cunabi, cunambi |           |         | Sim    |        |       |          |            |         |        |          |      |          |           |
| Ichthyothere terminalis                       | galicosa, jarilla, dictamo real |           |         |        |        |       |          |            |         |        |          |      |          | Sim       |
| Indigofera lespedezioides                     | timbó-mirim |           |         | Sim    |        |       |          |            |         |        |          |      |          |           |
| Jacaranda procera                             | |           |         |        |        |       |          |            |         | Sim    |          |      |          |           |
| Jacquinia arborea                             | barbasco |           |         |        |        |       |          |            |         |        |          |      |          | Sim       |
| Jacquinia aristata                            | |           |         |        |        |       |          |            |         |        |          |      |          | Sim       |
| Jacquinia mucronulata                         | barbasco, olivo, chilca, chirca |           |         |        |        |       |          |            |         |        |          |      |          | Sim       |
| Jacquinia revoluta                            | |           |         |        |        |       |          |            |         |        |          |      |          | Sim       |
| Jacquinia sp.                                 | teterumballi |           |         |        |        |       |          |            |         | Sim    |          |      |          |           |
| Joannesia princeps                            | anda, anda-açu |           |         | Sim    |        |       |          |            |         |        |          |      |          |           |
| Leguminosae sp.                               | piracu-uba |           |         | Sim    |        |       |          |            |         |        |          |      |          |           |
| Lonchocarpus densiflorus                      | Guiana: hairi, "bastard" hairi |           |         |        | Sim    |       |          |            |         | Sim    |          |      | Sim      |           |
| Lonchocarpus floribundus                      | timbó venenoso |           |         | Sim    |        |       |          |            |         |        |          |      |          |           |
| Lonchocarpus nicou                            | Brasil: timbó legítimo, timbó-macaquinho; Guiana: nicou, inekou, "real" hiaree, heirri; Peru: conapi, pacai, barbasco, kumu, cubé; Caiena, Suriname: neka                                                             |           |         | Sim    | Sim    |       |          |            |         | Sim    |          | Sim  | Sim      |           |
| Lonchocarpus rariflorus                       | Brasil: taraira-moira; Guiana: fai, faia noroka |           |         | Sim    |        |       |          |            |         | Sim    |          |      |          |           |
| Lonchocarpus rufescens                        | Guiana: hairi |           |         |        | Sim    |       |          |            |         | Sim    |          |      | Sim      |           |
| Lonchocarpus urucu                            | timbó urucu, timbó carajuru, timbó rouge |           |         | Sim    |        |       |          |            |         |        |          |      |          |           |
| Lonchocarpus violaceus                        | Caiena, Suriname: nekoe, hojali |           |         |        | Sim    |       |          |            |         |        |          |      | Sim      |           |
| Lupinus mutabilis                             | tallhue |           |         |        |        |       |          |            |         |        |          | Sim  |          |           |
| Magonia glabrata                              | tingui, timbó-açu |           |         | Sim    |        |       |          |            |         |        |          |      |          |           |
| Magonia pubescens                             | tíngui, tingui-capeta |           |         | Sim    |        |       |          |            |         |        |          |      |          |           |
| Manihot esculenta                             | |           |         | Sim    |        |       |          |            |         | Sim    |          |      |          |           |
| Muellera frutescens                           | hairiballi |           |         |        |        |       |          |            |         | Sim    |          |      |          |           |
| Odontadenia cururu                            | cipó-cururu |           |         | Sim    |        |       |          |            |         |        |          |      |          |           |
| Pachyrrhizus angulatus                        | |           |         | Sim    |        |       |          |            |         |        |          |      |          |           |
| Paullinia australis                           | timbó, timbó-de-rio-grande |           |         | Sim    |        |       |          |            |         |        |          |      |          |           |
| Paullinia cupana                              | guaraná |           |         | Sim    |        |       |          |            |         |        |          |      |          |           |
| Paullinia cururu                              | cururu, cipó-cruape-branco |           |         | Sim    |        |       |          |            |         |        |          |      |          |           |
| Paullinia meliafolia                          | timbó-peba |           |         | Sim    |        |       |          |            |         |        |          |      |          |           |
| Paullinia pinnata                             | cururu-ape, mato-porco, cruape-vermelho, timbó-cipó |           |         | Sim    |        |       |          |            |         |        |          |      |          |           |
| Paullinia thalictrifolia                      | jacatupé |           |         | Sim    |        |       |          |            |         |        |          |      |          |           |
| Phyllanthus cladotrichus                      | herva de pombinha da serra |           |         | Sim    |        |       |          |            |         |        |          |      |          |           |
| Phyllanthus conami                            | Brasil: conami, timbó-conabi; Guiana: bois a enivrer, tue poisson, conami; Caiena, Suriname: barbasco |           |         | Sim    | Sim    |       |          |            |         | Sim    |          |      | Sim      |           |
| Phyllanthus piscatorum                        | Brasil: tingui de peixe, tingui de pérou; Venezuela: barbascayo |           |         | Sim    |        |       |          |            |         |        |          |      |          | Sim       |
| Piper spp.                                    | warakabakoro, tona |           |         |        |        |       |          |            |         | Sim    |          |      |          |           |
| Piscidia carthagenensis                       | Brasil: timbó, timbó boticário; Venezuela: borracho, jebe, barbasco jaune. |           |         | Sim    |        |       |          |            |         |        |          |      |          | Sim       |
| Polygonum acre                                | Brasil: herbe de bicho, catayo; Argentina: caatay; Paraguai: yerba picanta, yerba del diablo | Sim       |         | Sim    |        |       |          |            |         |        | Sim      |      |          |           |
| Polygonum glabrum                             | barbasco, chiguiera |           |         |        |        |       |          |            |         |        |          |      |          | Sim       |
| Pothomorpha peltata                           | duburibanato |           |         |        |        |       |          |            |         | Sim    |          |      |          |           |
| Pyranhea trifoliata                           | piranha-úba, pyranheira, pirandúba |           |         | Sim    |        |       |          |            |         |        |          |      |          |           |
| Ruprechtia laurifolia                         | timpa-peba, timbubaba |           |         | Sim    |        |       |          |            |         |        |          |      |          |           |
| Sapindus saponaria                            | Brasil: quiti, maca-acaipú, casita, jaquitir-guassú; Peru: sullucu |           |         | Sim    |        |       |          |            |         |        |          | Sim  |          |           |
| Serjania acuminata                            | timbó de peixe, tombo legítimo |           |         | Sim    |        |       |          |            |         |        |          |      |          |           |
| Serjania communis                             | timbó-meudo |           |         | Sim    |        |       |          |            |         |        |          |      |          |           |
| Serjania cuspidata                            | timbó-capelludo |           |         | Sim    |        |       |          |            |         |        |          |      |          |           |
| Serjania dentata                              | timbó-de-restingas |           |         | Sim    |        |       |          |            |         |        |          |      |          |           |
| Serjania erecta                               | timbó bravo, cipó de timbó, turari |           |         | Sim    |        |       |          |            |         |        |          |      |          |           |
| Serjania glabrata                             | Brasil: tamuja; Peru: verap |           |         | Sim    |        |       |          |            |         |        |          | Sim  |          |           |
| Serjania ichthyctona                          | timbó, timbó de peixe |           |         | Sim    |        |       |          |            |         |        |          |      |          |           |
| Serjania inebrians                            | barbasco |           |         |        | Sim    |       |          | Sim        |         |        |          |      | Sim      |           |
| Serjania lethalis                             | Brasil: cipó de timbó, mata fome, pehko; Bolívia: pehko, sacha. |           | Sim     | Sim    |        |       |          |            |         |        |          |      |          |           |
| Serjania noxia                                | timbó de leite |           |         | Sim    |        |       |          |            |         |        |          |      |          |           |
| Serjania paucidentata                         | abaho |           |         |        |        |       |          |            |         | Sim    |          |      |          |           |
| Serjania piscatoria                           | tingi, tingui de peixe |           |         | Sim    |        |       |          |            |         |        |          |      |          |           |
| Serjania purpurascens                         | timbó vermelho |           |         | Sim    |        |       |          |            |         |        |          |      |          |           |
| Serjania pyramidata                           | casire |           |         |        |        |       |          |            |         | Sim    |          |      |          |           |
| Serjania rubicaulis                           | verap |           |         |        |        |       |          |            |         |        |          | Sim  |          |           |
| Serjania ruta                                 | verap |           |         |        |        |       |          |            |         |        |          | Sim  |          |           |
| Serjania serrata                              | timbó de peixe |           |         | Sim    |        |       |          |            |         |        |          |      |          |           |
| Serjania spp.                                 | hebechiabo, kotupurru |           |         |        |        |       |          |            |         | Sim    |          |      |          |           |
| Talisia esculenta                             | pitombeira |           |         | Sim    |        |       |          |            |         |        |          |      |          |           |
| Talisia squarrosa                             | white moruballi |           |         |        |        |       |          |            |         | Sim    |          |      |          |           |
| Tapura guinensis                              | bois de golette |           |         |        |        |       |          |            |         | Sim    |          |      |          |           |
| Tephrosia cinerea                             | Guiana: sinapou; Venezuela: barbasco blanco |           |         |        |        |       |          |            |         | Sim    |          |      |          | Sim       |
| Tephrosia nitens                              | timbó-caa, ajare |           |         | Sim    |        |       |          |            |         |        |          |      |          |           |
| Tephrosia toricaria                           | Brasil: timbó-ubá, onabouboue, anil bravo, timbó-de-caiena; Peru: cubé, barbasco; Suriname, Caiena: wanamoe, doekali; Venezuela: barbasco de raiz, kouna; Colômbia, Equador: barbasco; Guiana: counami, yarro conalli |           |         | Sim    | Sim    |       | Sim      |            | Sim     | Sim    | Sim      | Sim  | Sim      | Sim       |
| Thevetia ahouai                               | agai, ahoui-mirim |           |         | Sim    |        |       |          |            |         |        |          |      |          |           |
| Thevetia peruviana (sin. Thevetia neriifolia) | Brasil: ahoui-guaçu, jorro-jorro; Venezuela: caruache, cascabel, lechero, cruceta real |           |         | Sim    |        |       |          |            |         |        |          |      |          |           |
| Thinouia paraguayensis                        | |           |         |        |        |       |          |            |         |        | Sim      |      |          |           |
| Tripterodendron felicifolium                  | farinha seca |           |         | Sim    |        |       |          |            |         |        |          |      |          |           |
| Tupa feuiilei                                 | |           |         |        |        | Sim   |          |            |         |        |          | Sim  |          |           |